# برايان دورست
برايان دورست (بالإنجليزية: Brian Dorsett)‏ هو لاعب كرة قاعدة أمريكي، ولد في 9 أبريل 1961 في تير هوت في الولايات المتحدة.

## وصلات خارجية
- برايان دورست على موقعبيزبول رفرنس.كوم (الدوري الرئيسي) (الإنجليزية)